# Croton ekmanii
Espèce
Classification APG III (2009)
Croton ekmanii est une espèce de plantes à fleurs du genre Croton et de la famille des Euphorbiaceae, présente à l'est de Cuba.